# Geografija Poljske
Poljska je država, ki se razteza čez severnoevropsko nižino od Sudetov in Karpatov na jugu do peščenih plaž Baltskega morja na severu. Poljska je peta najbolj naseljena država Evropske unije in deveta največja država v Evropi po površini. Ozemlje Poljske obsega približno 312.696 kvadratnih kilometrov, od tega je 98,52 % kopnega in 1,48 % vode. Poljska obala je bila ocenjena na dolžino 770 km. Najvišja točka na Poljskem je gora Rysy z 2501 m nadmorske višine.    
Poljska je topografsko raznolika država; čeprav je večina osrednjega ozemlja ravninska, je drugod veliko jezer, rek, hribov, močvirij, otokov in gozdov. Baltska obala ima dve naravni pristanišči, večje je Gdansk (poljsko Gdańsk), tudi glavno mesto Pomorjanskega vojvodstva in manjše v bližini Szczecina na skrajnem severozahodu glavno mesto Zahodnopomorjanskega vojvodstva. Severovzhodna regija, znana tudi kot Mazursko pojezerje z več kot 2000 jezeri, je gosto gozdnata in redko poseljena. Južno od jezerske regije in čez osrednjo Poljsko se razteza obsežna ravninska regija vse do Sudetov na češki in nemški meji na jugozahodu ter do Karpatov na češki, slovaški in ukrajinski meji jugovzhodu. Osrednje nižine so nastale z ledeniško erozijo v pleistocenski ledeni dobi.
Najdaljša in najvidnejša reka v državi je Visla z dolžino 1047 kilometrov, ki je tudi deveta najdaljša reka v Evropi. Druge pomembne reke znotraj državnih meja sta Varta z dolžino 808,2 km in Odra z dolžino 742 km. Največje poljsko jezero je Śniardwy s površino 113,4 km2, sledi pa mu Mamry s površino 104 km2.

## Topografija
Država se razteza 649 kilometrov od severa proti jugu in 689 kilometrov od vzhoda proti zahodu. Skupna površina je 311.888 kvadratnih kilometrov, vključno z notranjimi vodami. Povprečna nadmorska višina je 173 metrov; približno 25 % poljskega ozemlja je nad to povprečno nadmorsko višino, 3 % pa leži nad 500 metri. Najvišji vrh države je Rysy, ki se dviga 2501 metrov v Visokih Tatrah v Karpatih, 95 kilometrov južno od Krakova. Poljska ima izključno ekonomsko cono 30.533 kvadratnih kilometrov znotraj Baltskega morja.

### Topografske regije
Poljska je tradicionalno razdeljena na pet topografskih con od severa proti jugu.
Največje, nemško-poljsko nižavje ali Poljsko nižavje (poljsko Niż Polski ali Nizina Polska), je na zahodu ozko, nato pa se širi proti severu in jugu, ko se razteza proti vzhodu. Ob vzhodni meji se to območje razteza od skrajnega severovzhoda do 200 kilometrov od južne meje. Teren v osrednjem nižavju je precej raven, starejša ledeniška jezera pa so bila zapolnjena s sedimenti. Regijo prečka več večjih rek, vključno z Odro, ki na jugozahodu opredeljuje Šlezijsko nižavje in Visla (poljsko Wisła), ki opredeljuje nižinska območja vzhodno-osrednje Poljske.
Južno od nižavja je Malopoljsko višavje, pas, širok od 90 do 200 kilometrov, ki ga tvorijo položna vznožja Sudetskega in Karpatskega gorovja ter srednjepoljsko višavje, ki povezuje gorovja v južno-osrednji Poljski. Topografija te regije je prečno razdeljena na višje in nižje nadmorske višine, kar odraža njeno osnovno geološko strukturo. V zahodnem delu Šlezijska kotlina vsebuje bogata nahajališča premoga. V zahodnem delu je prekrita s puhlico, močno industrializirana in gosto poseljena.
Tretje topografsko območje je na obeh straneh južne meje Poljske in ga tvorita Sudetsko in Karpatsko gorovje. Na Poljskem nobeno od teh gorovij ni dovolj grobo, da bi preprečilo znatno naseljevanje. Razgibana oblika Sudetskega gorovja izhaja iz geoloških premikov, ki so oblikovali kasnejši dvig Karpatov. Najvišja nadmorska višina v Sudetih je Sněžka (1602 metra) v Krkonoših. Karpati na Poljskem, ki so nastali kot ločena topografska enota v relativno nedavnem terciarnem obdobju, so najvišje gore v državi. So najsevernejši rob veliko večjega gorovja, ki se razteza na Češko, Slovaško, Ukrajino, Madžarsko in Romunijo. Na Poljskem gorovje vključuje dve glavni kotlini, Osvienčimsko in Sandomiersko, ki sta bogati z več minerali in zemeljskim plinom. Proti jugu se zlagoma dvigajo Karpati in pred njimi sredogorski Beskidi in na skrajnem jugu visokogorske Tatre.
Severno od osrednjega nižavja pojezerje območje vključuje pragozdove – ene zadnjih preostalih v Evropi in velik del vse manjšega neokrnjenega naravnega okolja Poljske. Ledeniško delovanje v tej regiji je oblikovalo jezera in nizke hribe na sicer ravnem terenu, ki meji na Litvo in Baltsko morje. Majhna jezera so posejana po celotni severni polovici Poljske, ledeniške formacije, ki so značilne za jezersko območje, pa se raztezajo kar 200 kilometrov v notranjost zahodne Poljske. Široke rečne doline delijo jezersko območje na tri dele. Na severozahodu je Pomorjansko južno od baltske obalne regije in severno od rek Varta in Noteć. Mazurija zaseda preostanek severne Poljske in ima vrsto večjih jezer. Večina od 9300 poljskih jezer, ki imajo površino več kot 10.000 kvadratnih metrov, je v severnem delu jezerskega območja, kjer zavzemajo približno 10 % površine.
Baltske obalne ravnice so nižinsko ležeče območje, ki ga tvorijo sedimenti, ki jih je odložilo morje. Obalo je oblikovalo delovanje naraščajočega morja po umiku skandinavske ledene plošče. Glavna zaliva v gladki obali sta Pomorjanski zaliv na nemški meji na skrajnem severozahodu in Gdanski zaliv na vzhodu. V prvega se izliva reka Odra, Visla pa tvori veliko delto na čelu slednjega. Peščene sipine tvorijo lagune in obalna jezera vzdolž večjega dela obale.

## Geologija
Geološko zgradbo Poljske je oblikoval trk celin Evrope in Afrike v zadnjih 60 milijonih let na eni strani in kvartarne poledenitve severne Evrope na drugi. Oba procesa sta oblikovala Sudete in Karpate. Morenska pokrajina severne Poljske vsebuje tla, sestavljena večinoma iz peska ali ilovice, medtem ko ledenodobne rečne doline na jugu pogosto vsebujejo puhlico. Krakovsko-čenstohovsko višavje, Pienine in zahodne Tatre so sestavljene iz apnenca, medtem ko Visoke Tatre, Beskidi in Krkonoši sestavljajo predvsem granit in bazalt. Poljska Jura je eno najstarejših gorskih verig na svetu.
Poljska ima 70 gora z višino od 2000 metrov, vse v Tatrah. Poljske Tatre, ki jih sestavljajo Visoke Tatre in Zahodne Tatre, so najvišja gorska skupina Poljske in celotnega Karpatskega območja. V Visokih Tatrah leži najvišja točka Poljske, severozahodni vrh Rysy, visok 2500 metrov. Ob vznožju ležita gorski jezeri Czarny Staw pod Rysami (Črno jezero pod goro Rysy) in Morskie Oko (Morsko oko).
Druga najvišja gorska skupina na Poljskem so Beskidi, katerih najvišji vrh je Babia Góra s 1725 metri v narodnem parku Babia Góra. Naslednja najvišja gorska skupina so Krkonoši v Sudetih, katerih najvišja točka je Sněžka s 1603 metri; in Śnieżnik, katerega najvišja točka je Śnieżnik s 1425 metri.
Turisti pogosto obiskujejo tudi Bieščadsko gorovje na skrajnem jugovzhodu Poljske, katerega najvišja točka na Poljskem je Tarnica z nadmorsko višino 1346 metrov, Gorovje v narodnem parku Gorce z najvišjo točko Turbacz z nadmorsko višino 1310 metrov in narodni park Pieniny v Pieninah z najvišjo točko Trzy Korony z nadmorsko višino 982 metrov (najvišja gora tega gorovja, Wysokie Skałki (Wysoka), z nadmorsko višino 1050 metrov, je zunaj narodnega parka). Najnižja točka na Poljskem – 2 metra pod morsko gladino – je pri Raczki Elbląskie, blizu Elbląga v delti Visle.
Edina puščava na Poljskem se razteza čez regijo Zagłębie Dąbrowskie (premogovska polja Dąbrowa). Imenuje se Bledovska puščava in je v Šlezijskem vojvodstvu na jugu Poljske. Njena skupna površina je 32 kvadratnih kilometrov. Je ena od le petih naravnih puščav v Evropi. Je pa tudi najtoplejša puščava, ki se pojavlja na tej zemljepisni širini. Bledovska puščava je nastala pred tisočletji zaradi taljenja ledenika. Specifična geološka zgradba je bila zelo pomembna, saj je povprečna debelina peščene plasti 40 metrov, največja pa 70 metrov, kar je omogočilo hitro in globoko odvajanje vode.
Aktivnost Baltskega morja v narodnem parku Słowiński je ustvarila peščene sipine, ki so sčasoma ločile zaliv od morja. Ko valovi in veter nosijo pesek v notranjost, se sipine počasi premikajo s hitrostjo od 3 do 10 metrov na leto. Nekatere sipine so precej visoke – do 30 metrov. Najvišji vrh parka – Rowokol (115 metrov nadmorske višine) – je tudi odlična opazovalna točka.

## Raba zemljišč
Leta 2021 so gozdovi pokrivali približno 29,6 % ozemlja Poljske, s čimer je bila ta država sedma najbolj gozdnata v EU, in se gozdna pokritost iz leta v leto povečuje. Poljska vlada izvaja načrt za povečanje gozdne pokritosti na 33 % do leta 2050. Bogastvo poljskih gozdov (po statističnih podatkih SoEF 2011) je več kot dvakrat večje od evropskega povprečja (na vrhu so nemški in francoski gozdovi), saj vsebuje 2304 milijarde kubičnih metrov dreves. Največji gozdni kompleks na Poljskem je Spodnješlezijska divjina.
Več kot 1 % poljskega ozemlja, 3145 kvadratnih kilometrov, je zaščitenih v 23 poljskih narodnih parkih. Poleg tega so številna mokrišča ob jezerih in rekah v osrednji Poljski zakonsko zaščitena, prav tako obalna območja na severu. Več kot 120 območij je označenih kot krajinski parki, skupaj s številnimi naravnimi rezervati in drugimi zavarovanimi območji (npr. Natura 2000).
Današnja Poljska je država z ugodnimi kmetijskimi obeti in več kot dvema milijonoma zasebnih kmetij. Je vodilna proizvajalka krompirja in rži v Evropi, največja proizvajalka tritikale na svetu, in ena najpomembnejših proizvajalk ječmena, ovsa, sladkorne pese, lana in različnega sadja. Je tudi četrta največja dobaviteljica svinjine v Evropski uniji, takoj za Nemčijo, Španijo in Francijo.

## Biotska raznovrstnost
Fitogeografsko Poljska spada v srednjeevropsko provinco Cirkumborealne regije znotraj Borealnega kraljestva. Po podatkih Svetovnega sklada za naravo ozemlje Poljske spada v tri palearktične ekoregije celinskih gozdov, ki segajo čez srednje- in severnoevropske zmerne širokolistne in mešane gozdne ekoregije ter karpatski gorski iglasti gozd.
Na Poljskem še vedno živijo številne živali, ki so v drugih delih Evrope izumrle, na primer zober v starodavni Beloveški pušči in v Podlaskem vojvodstvu. Druge takšne vrste so rjavi medved v Beloveži, Tatrah in Beskidih, sivi volk in ris v različnih gozdovih, los na severu Poljske ter bober v Mazuriji, Pomeraniji in Podlaskem vojvodstvu.
V gozdovih srečamo tudi divjad, kot so jeleni, srnjad in divje svinje. Na vzhodu Poljske je veliko starodavnih gozdov, kot je Beloveška pušča, ki jih ljudje nikoli niso izkrčili. Velika gozdnata območja so tudi v gorah, Mazuriji, Pomeraniji, Lubuški deželi in Spodnji Šleziji.
Poljska je najpomembnejše gnezdišče za različne evropske ptice selivke. Od vseh ptic selivk, ki poleti pridejo v Evropo, četrtina svetovne populacije belih štorkelj (40.000 gnezdečih parov) živi na Poljskem, zlasti v jezerskih okrožjih in mokriščih ob Biebrzi, Narewu in Warti, ki so del naravnih rezervatov ali narodnih parkov.

## Hidrologija
Najdaljše reke so Visla (poljsko Wisła), dolga 1047 kilometrov; Odra (poljsko Odra), ki je del zahodne meje Poljske, dolga 854 kilometrov; njen pritok Varta, dolga 808 kilometrov; in Zahodni Bug, pritok Visle, dolg 772 kilometrov. Visla in Odra se izlivata v Baltsko morje, prav tako številne manjše reke v Pomorjanskem.
Łyna in Angrapa tečeta preko Pregolja v Baltsko morje, Czarna Hańcza pa se izliva v Baltsko morje skozi Nemen. Medtem ko velika večina poljskih rek izteka v Baltsko morje, so poljski Beskidi izvir nekaterih zgornjih pritokov Orave, ki teče preko Vah in Donave v Črno morje. Vzhodni Beskidi so tudi izvir nekaterih potokov, ki se iztekajo preko Dnestra v Črno morje.
Poljske reke so se že od nekdaj uporabljale za plovbo. Vikingi so na primer potovali po Visli in Odri na svojih dolgih ladjah. V srednjem veku in zgodnjem novem veku, ko je bila Poljsko-litovska skupnost žitnica Evrope, je prevoz žita in drugih kmetijskih pridelkov po Visli proti Gdansku in naprej v druge dele Evrope postal zelo pomemben.
S skoraj deset tisoč zaprtimi vodnimi telesi, ki pokrivajo več kot 1 hektar, je Poljska med državami z največ jezer na svetu. V Evropi ima večjo gostoto jezer le Finska. Največja jezera, ki pokrivajo več kot 100 kvadratnih kilometrov, so jezero Śniardwy in jezero Mamry v Mazuriji ter jezero Łebsko in jezero Drawsko v Pomorjanskem.
Poleg jezerskih okrožij na severu (v Mazuriji, Pomorjanskem, Kašubi, Lubuškem in Velikopoljski) je v Tatrah veliko gorskih jezer, med katerimi je Morskie Oko največje po površini. Jezero z največjo globino – več kot 100 metrov – je jezero Hańcza v jezerskem okrožju Wigry, vzhodno od Mazurije v Podlaskem vojvodstvu.
Med prvimi jezeri, katerih obale so bile naseljene, so tista v Velikopoljskem pojezerju. Koliščarsko naselje Biskupin, v katerem je živelo več kot tisoč prebivalcev, so pred 7. stoletjem pred našim štetjem ustanovili ljudje Lužiške kulture.
Jezera so vedno igrala pomembno vlogo v poljski zgodovini in so še vedno zelo pomembna za današnjo sodobno poljsko družbo. Predniki današnjih Poljakov, Zahodni Poljani, so svoje prve trdnjave zgradili na otokih v teh jezerih. Legendarni knez Popiel je vladal s stolpa Kruszwica, postavljenega na jezeru Gopło. Prvi zgodovinsko dokumentirani vladar Poljske, vojvoda Mješko I., je imel svojo palačo na otoku v reki Varta v Poznanu. Danes poljska jezera ponujajo lokacijo za ukvarjanje z vodnimi športi, kot sta jadranje in deskanje.
Poljska baltska obala je dolga približno 528 kilometrov in se razteza od Świnoujście na otokih Usedom in Wolin na zahodu do Krynice Morske na Vislu na vzhodu. Poljska ima večinoma gladko obalo, ki jo je oblikovalo nenehno premikanje peska zaradi tokov in vetrov. Zaradi nenehne erozije in odlaganja so nastali klifi, sipine in kose, od katerih so se mnogi premaknili proti kopnemu in zaprli nekdanje lagune, kot je jezero Łebsko v narodnem parku Słowiński.
Pred koncem druge svetovne vojne in poznejšo spremembo državnih meja je imela Poljska le zelo majhno obalo; ta je bila na koncu »poljskega koridorja«, edinega mednarodno priznanega poljskega ozemlja, ki je državi omogočalo dostop do morja. Vendar pa je po drugi svetovni vojni preoblikovanje poljskih meja in posledični »premik« državnih meja povzročilo močno razširjeno obalo, kar je omogočilo veliko večji dostop do morja, kot je bil kdaj koli prej mogoč. Pomen tega dogodka in njegov pomen za prihodnost Poljske kot pomembne industrializirane države je bil poudarjen že v poroki z morjem leta 1945 (slovesnost, ki je simbolizirala obnovljeni poljski dostop do Baltskega morja, ki je bil leta 1793 izgubljen zaradi delitve Poljske).
Največji kosi sta polotok Hel in Visluška kosa. Največji poljski otok v Baltskem morju je Wolin. Največja morska pristanišča so Szczecin, Świnoujście, Gdańsk, Gdynia, Police in Kołobrzeg. Glavna obalna letovišča so Świnoujście, Międzyzdroje (Misdroy), Kołobrzeg, Łeba, Sopot, Władysławowo in polotok Hel.
- Reka Visla v Krakovu
- Kurtkowiec, oligotrofno jezero na jugovzhodu Poljske
- Jezero Solina blizu Leska na jugovzhodu Poljske
- Batske plaže Gdanskega zaliva, ene od priljubljenih poljskih destinacij[18]
- Odra v Szczecinu

## Podnebje
Dolgoročni in kratkoročni vremenski vzorci na Poljskem so prehodni in spremenljivi zaradi trčenja različnih zračnih mas nad površino države. Morski zrak se premika čez zahodno Evropo, arktični zrak se spušča s severnega Atlantskega oceana, subtropski zrak pa prihaja iz južnega Atlantskega oceana. Čeprav polarni zrak prevladuje večji del leta, njegova povezava s toplejšimi tokovi običajno umirja temperature in ustvarja precejšnje padavine, oblake in meglo. Ko umirjajočih vplivov ni, lahko zimske temperature v gorskih dolinah padejo na najmanj -20 °C.
Pomlad prihaja počasi marca ali aprila in po obdobju izmenjujočih se zimskih in pomladnih razmer prinaša predvsem sončne dni. Poletje, ki traja od junija do avgusta, je na splošno manj vlažno kot zimsko. Plohe in nevihte se izmenjujejo s suhim sončnim vremenom, ki nastane, ko prevladujejo južni in vzhodni vetrovi. Zgodnja jesen je običajno sončna in topla, preden se novembra začne obdobje deževnega, hladnejšega vremena, ki prehaja v zimo. Zima, ki lahko traja od enega do treh mesecev, prinaša pogoste snežne nevihte, vendar relativno nizko skupno količino padavin.
Razpon povprečnih temperatur je od 6 °C na severovzhodu do 10 °C na jugozahodu, vendar se posamezne meritve v poljskih regijah zelo razlikujejo glede na letni čas. Na najvišjih gorskih vrhovih je povprečna temperatura pod 0 °C. Baltska obala, na katero vplivajo zmerni zahodni vetrovi, večinoma v Świnoujścieju, Międzyzdroju, Dziwnówu, Nowe Warpnu, Police in Szczecinu, ima hladnejša poletja in toplejše zime. Druga temperaturna skrajnost je na jugovzhodu ob meji z Ukrajino, kjer so največje sezonske razlike, zimske temperature pa so povprečno 4,5 °C nižje kot v zahodni Poljski. Najbolj vroča mesta na Poljskem so Tarnov, Vroclav in Słubice.
Povprečne temperature naraščajo. V obdobju od 1980 do 2010 je bilo 19 decembrov brez snega, v obdobju od 2000 do 2010 pa sedem. December 2006 je bil najtoplejši na Poljskem od leta 1779. V večjem delu Poljske so se povprečne temperature v zadnjih treh desetletjih zvišale za 3–5 stopinj Celzija. Te spremembe je mogoče pripisati podnebnim spremembam.
Povprečna letna količina padavin za celotno državo je 600 mm, vendar izolirana gorska območja prejmejo kar 1300 mm na leto. Skupna količina je nekoliko višja na južnem višavju kot na osrednjih ravnicah. Nekaj območij, zlasti ob Visli med Varšavo in Baltskim morjem ter na skrajnem severozahodu, ima povprečno manj kot 500 mm padavin. Pozimi približno polovica padavin v nižinah in celotna količina v gorah pade v obliki snega. Poleti je v povprečju dvakrat več padavin kot pozimi, kar zagotavlja zanesljivo oskrbo z vodo za pridelke. Rastna sezona je na jugozahodu približno 40 dni daljša kot na severovzhodu, kjer pomlad pride najkasneje.

## Statistika
- Površina: 312.672 km2
- Kopenske meje: skupaj: 2888 km
- Mejne države in dolžina: Belorusija: 416 km, Češka: 790 km, Nemčija: 467 km, Litva: 103 km, Rusija (prek Kaliningrajske oblasti): 210 km, Slovaška: 541 km in Ukrajina: 528 km
- Obala: 770 km
- Pomorske terjatve: izključna ekonomska cona je 30.533 kvadratnih kilometrov in je opredeljena z mednarodnimi pogodbami
- Teritorialno morje: 12 nmi (22,2 km)
- Najvišje točke: najnižja točka Raczki Elbląskie -1,8 m; najvišja točka: Rysy 2499 m
- Morski otoki: Wolin, vzhodni del Uznama (Usedom)

## Okoljske skrbi
Naravne nevarnosti: Občasne poplave
Narodni parki na Poljskem
Okolje - aktualna vprašanja: razmere so se od leta 1989 izboljšale zaradi upada težke industrije in povečane okoljske zaskrbljenosti postkomunističnih vlad; onesnaženost zraka kljub temu ostaja resna zaradi emisij žveplovega dioksida iz termoelektrarn na premog, posledični kisli dež pa je povzročil škodo v gozdovih; onesnaženost vode iz industrijskih in komunalnih virov je prav tako problem, prav tako pa tudi odlaganje nevarnih odpadkov. Odlaganje premogovega pepela v državi spodbuja ponovna vegetacija. Żołnierz et al., 2016 ugotavljajo, da je vrnitev grmovnih vrst naravna fitoremediacija odlagališč pepela.
Okolje - mednarodni sporazumi:
pogodbenica: Onesnaževanje zraka, Antarktični okoljski protokol, Antarktična pogodba, Biotska raznovrstnost, Podnebne spremembe, Ogrožene vrste, Spreminjanje okolja, Nevarni odpadki, Pomorsko pravo, Odlaganje odpadkov v morje, Prepoved jedrskih poskusov, Varstvo ozonske plasti, Onesnaževanje z ladij, Mokrišča
podpisano, a ne ratificirano: Onesnaževanje zraka - dušikovi oksidi, Onesnaževanje zraka - obstojna organska onesnaževala, Onesnaževanje zraka - žveplo 1994, Podnebne spremembe - Kjotski protokol